# Arnold Drake
Arnold Drake (1 de março de 1924 – 12 de março de 2007) foi um roteirista norte-americano de história em quadrinhos, famoso pela participação na criação dos personagens Deadman e Patrulha do Destino da DC Comics , assim como os Guardiões da Galáxia da Marvel Comics. Também co-escreveu o que é considerado o precursor dos atuais graphic novels, It Rhymes with Lust, ilustrada por Matt Baker, com arte-final de Ray Osrin.

### DC Comics
- Adventure Comics #430 (1973)
- The Adventures of Bob Hope #88, 90–103, 105–109 (1964–1968)
- The Adventures of Jerry Lewis #83–98, 100–105, 115 (1964–1969)
- Batman #103, 105, 117, 124, 132, 154 (1956–1963)
- Blackhawk #196–198, 213 (1964–1965)
- Challengers of the Unknown #27, 29, 32, 38, 40, 45, 48, 55–63 (1962–1968)
- DC Special Series #12 (Secrets of Haunted House Special); #22 (G.I. Combat Special) (1978–1980)
- Doom Patrol #86–121 (1964–1968)
- The Fox and the Crow #96–98, 100–102, 106–108 (Stanley and His Monster) (1966–1968)
- Ghosts #108 (1982)
- G.I. Combat #228, 232–233, 239, 248, 255, 257, 264, 271, 273, 276 (1981–1985)
- Hawkman #24 (1968)
- House of Mystery #51–52, 247, 252, 254, 257, 261, 281 (1956–1980)
- House of Secrets #107, 115, 154 (1973–1978)
- The Many Loves of Dobie Gillis #25–26 (1964)
- My Greatest Adventure #80–85 (Doom Patrol) (1963–1964)
- Mystery in Space #115–116 (1981)
- Phantom Stranger vol. 2 #27–34, 37 (1973–1975)
- Plastic Man #1–10 (1966–1968)
- Plop! #19 (1976)
- Sea Devils #17 (1964)
- Secrets of Haunted House #5, 9, 31, 35, 39 (1975–1981)
- Showcase #1 (Fireman Farrell); #41–42, 44, 46–47 (Tommy Tomorrow) (1956–1963)
- Stanley and His Monster #109–110, 112 (1968)
- Star Spangled War Stories #193, 198 (1975–1976)
- Strange Adventures #205–206 (Deadman) (1967)
- Superboy #168 (1970)
- Supergirl #5–6 (1973)
- Superman's Girl Friend, Lois Lane #133 (1973)
- Tales of the Unexpected #40–71, 73–77 (Space Ranger) (1959–1963)
- Time Warp #3–5 (1980)
- The Unexpected #206, 209, 211–212, 217, 220, 222 (1981–1982)
- Weird War Tales #12–13, 15–16, 18–20, 22, 31, 36–37, 55–57, 69 (1973–1978)
- Weird Western Tales #20 (Jonah Hex) (1973)
- World's Finest Comics #102 (Tommy Tomorrow) (1959)

### Marvel Comics
- Captain Savage and his Leatherneck Raiders #5, 13–16 (1968–1969)
- Captain Marvel #5–12 (1968–1969)
- Marvel Super-Heroes #18 (Guardians of the Galaxy); #19 (Ka-Zar) (1969)
- Not Brand Echh #11–13 (1968–1969)
- Sgt. Fury and his Howling Commandos #58 (1968)
- X-Men #47–54 (1968–1969)